# Rhiannon (Fleetwood Mac)
Rhiannon is een nummer van de Brits-Amerikaanse band Fleetwood Mac. Het nummer verscheen op hun naar de band vernoemde album uit 1975. Op 4 februari 1976 werd het nummer uitgebracht als de derde single van het album.

## Achtergrond
Het nummer wordt altijd "Rhiannon" genoemd op Fleetwood Mac-albums, maar werd in een aantal landen op single uitgebracht onder de titel "Rhiannon (Will You Ever Win)".
Schrijfster en zangeres van het nummer Stevie Nicks ontdekte Rhiannon begin jaren '70 in het boek Triad van Mary Bartlet Leader. Dat gaat over een vrouw, Branwen, die is bezeten door een andere vrouw, Rhiannon. De personages naar wie deze vrouwen naar vernoemd zijn, Rhiannon en Branwen, komen uit de Welshe legende Mabinogion, maar de twee verhalen hebben verder weinig met elkaar gemeen.
Nadat ze het nummer had geschreven, leerde Nicks het verhaal van de Rhiannon uit de Mabinogion kennen en kwam zij erachter dat de tekst van haar lied ook sloeg op de Welshe Rhiannon. Ze ging research doen naar de Mabinogion en begon met werken aan een project over Rhiannon, waarbij ze nog niet wist of het een film, musical, cartoon of ballet zou worden. Er zijn een aantal nummers uit dit niet afgemaakte project bekend, waaronder "Stay Away", "Maker of Birds" en "Angel", waarbij de laatste direct over het verhaal over Rhiannon gaat.
Het nummer werd een hit in enkele landen, waarbij het in de Verenigde Staten tot de elfde plaats kwam, in het Verenigd Koninkrijk de 46e plaats behaalde en in Nederland piekte op de zestiende plaats. In 2004 zette het tijdschrift Rolling Stone het nummer op de 488e plaats in hun lijst The 500 Greatest Songs of All Time.

## Hitnoteringen

### Nederlandse Top 40
| Hitnotering: 04-09-1976 t/m 16-10-1976 | Hitnotering: 04-09-1976 t/m 16-10-1976 | Hitnotering: 04-09-1976 t/m 16-10-1976 | Hitnotering: 04-09-1976 t/m 16-10-1976 | Hitnotering: 04-09-1976 t/m 16-10-1976 | Hitnotering: 04-09-1976 t/m 16-10-1976 | Hitnotering: 04-09-1976 t/m 16-10-1976 | Hitnotering: 04-09-1976 t/m 16-10-1976 | Hitnotering: 04-09-1976 t/m 16-10-1976 |
| Week                                   | 1                                      | 2                                      | 3                                      | 4                                      | 5                                      | 6                                      | 7                                      |                                        |
| -------------------------------------- | -------------------------------------- | -------------------------------------- | -------------------------------------- | -------------------------------------- | -------------------------------------- | -------------------------------------- | -------------------------------------- | -------------------------------------- |
| Nummer                                 | 27                                     | 20                                     | 17                                     | 16                                     | 27                                     | 32                                     | 40                                     | uit                                    |

### Nationale Hitparade
| Hitnotering: 28-08-1976 t/m 02-10-1976 | Hitnotering: 28-08-1976 t/m 02-10-1976 | Hitnotering: 28-08-1976 t/m 02-10-1976 | Hitnotering: 28-08-1976 t/m 02-10-1976 | Hitnotering: 28-08-1976 t/m 02-10-1976 | Hitnotering: 28-08-1976 t/m 02-10-1976 | Hitnotering: 28-08-1976 t/m 02-10-1976 | Hitnotering: 28-08-1976 t/m 02-10-1976 |
| Week                                   | 1                                      | 2                                      | 3                                      | 4                                      | 5                                      | 6                                      |                                        |
| -------------------------------------- | -------------------------------------- | -------------------------------------- | -------------------------------------- | -------------------------------------- | -------------------------------------- | -------------------------------------- | -------------------------------------- |
| Positie                                | 30                                     | 28                                     | 19                                     | 16                                     | 16                                     | 20                                     | uit                                    |

### NPO Radio 2 Top 2000
| Nummer met noteringen in de NPO Radio 2 Top 2000 | '99 | '00 | '01 | '02 | '03 | '04 | '05 | '06 | '07  | '08 | '09 | '10 | '11 | '12 | '13 | '14 | '15 | '16 | '17 | '18 | '19 | '20 | '21 | '22 | '23 | '24 |
| ------------------------------------------------ | --- | --- | --- | --- | --- | --- | --- | --- | ---- | --- | --- | --- | --- | --- | --- | --- | --- | --- | --- | --- | --- | --- | --- | --- | --- | --- |
| Rhiannon                                         | 710 | 579 | 614 | 556 | 617 | 722 | 889 | 990 | 1030 | 824 | 813 | 817 | 794 | 797 | 538 | 567 | 506 | 570 | 530 | 583 | 634 | 548 | 608 | 456 | 569 | 724 |

1. ↑  Een vetgedrukt getal geeft de hoogste notering aan.